# Pietà di Porto San Giorgio

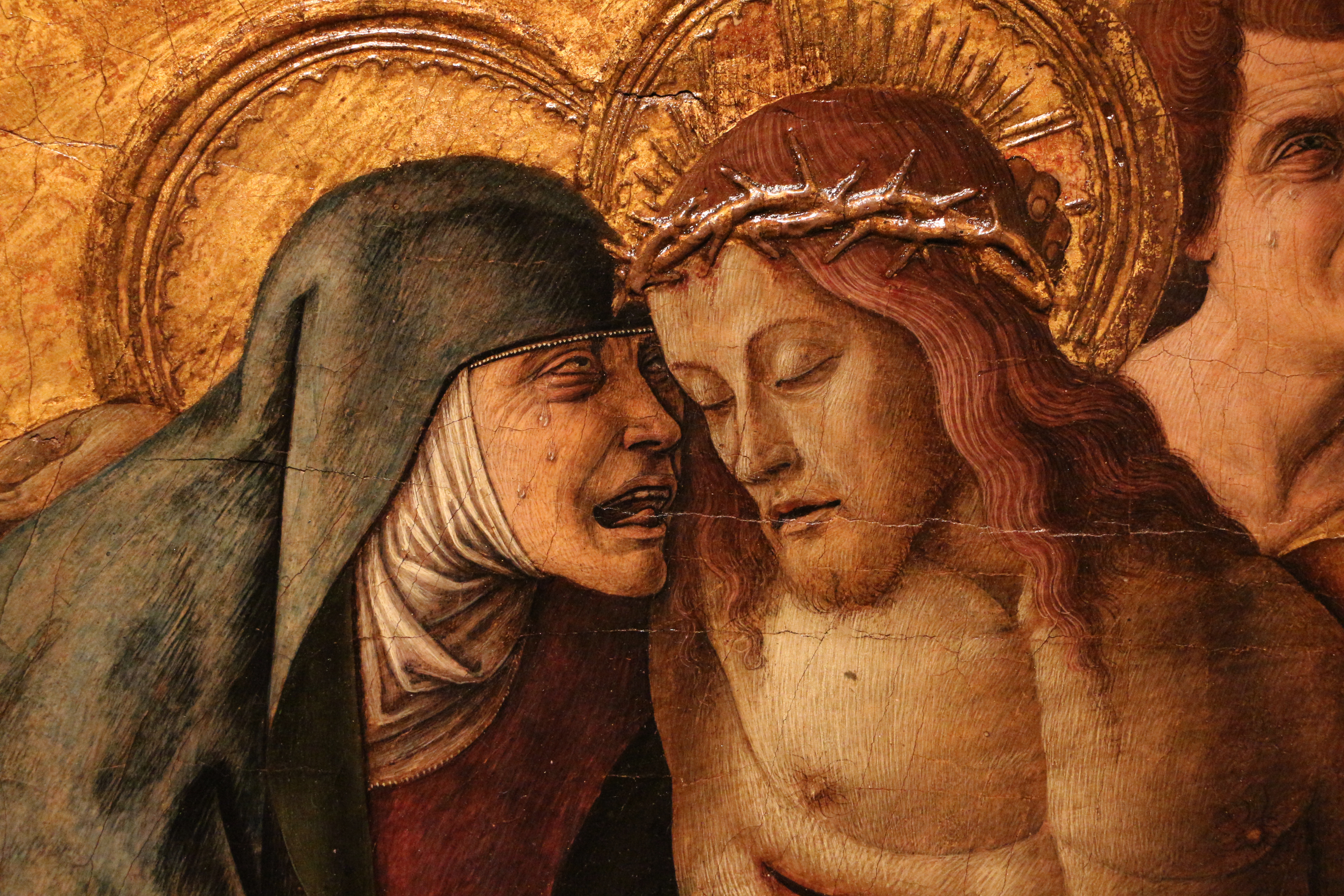
Dettaglio

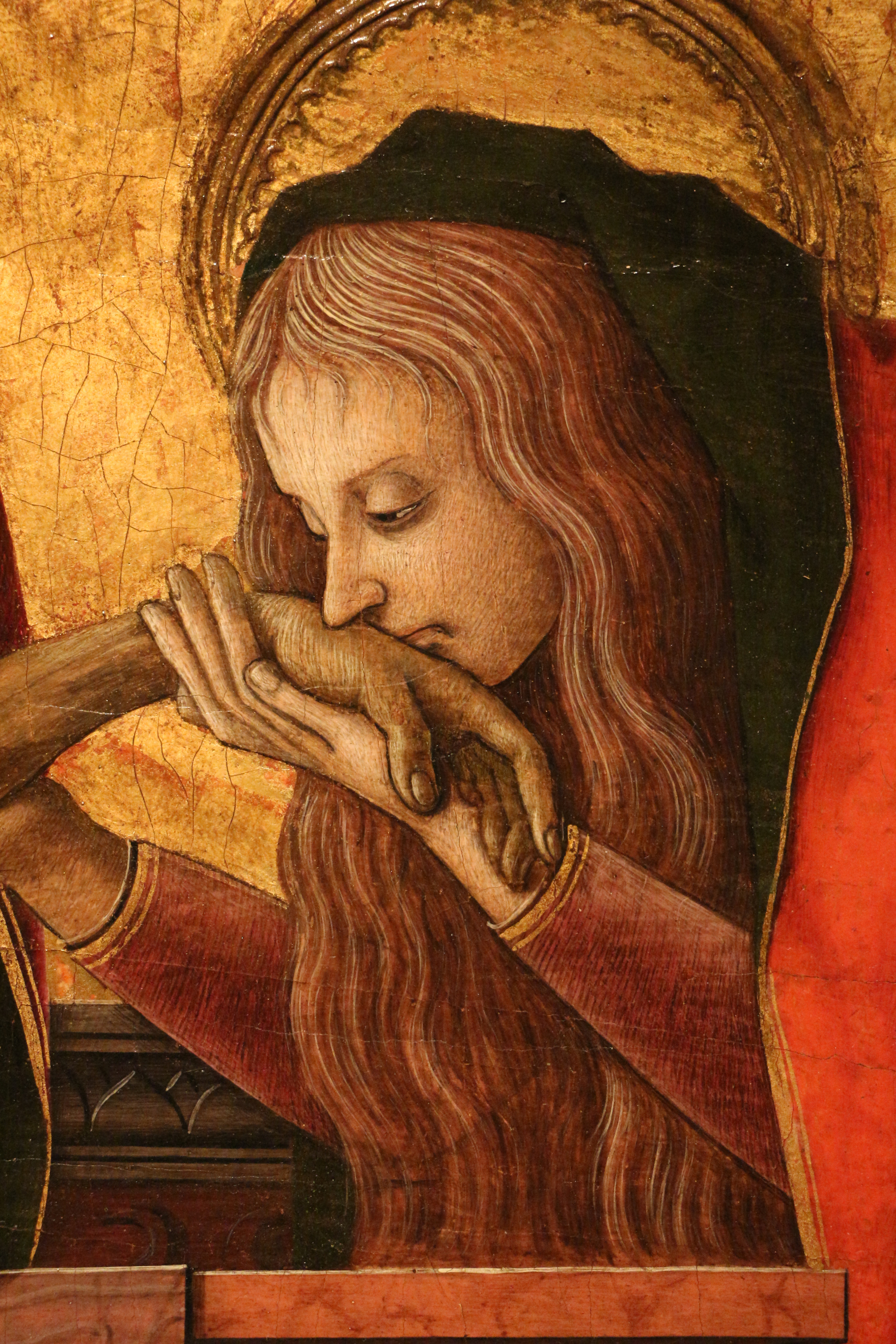
Dettaglio

La Pietà di Porto San Giorgio è un dipinto a tempera e oro su tavola (945x117 cm) di Carlo Crivelli, datato 1470 e conservato nel Detroit Institute of Arts. Era lo scomparto superiore del Polittico di Porto San Giorgio.

## Storia
La tavola venne riconosciuta come scomparto laterale del polittico da Roberto Longhi nel 1946, sulla base della descrizione di Amico Ricci del 1834. Il polittico era stato commissionato nel 1469/1470 da Giorgio, albanese emigrato in Italia pochi anni prima e capostipite della nobile famiglia Salvadori, che possedette il polittico per secoli.
Nel 1803 la vecchia parrocchiale di Porto San Giorgio fu demolita e il polittico trasferito nel chiesa del Suffragio, sede provvisoria delle attività liturgiche. Nel 1832 il dipinto era conservato in casa Salvadori, nell'attesa che la nuova chiesa fosse terminata; qui lo vide e la descrisse il Maggiori e pochi anni dopo (1834) Amico Ricci lo ricordò già nella nuova parrocchiale, anche se gli mutilo di alcune tavole del registro superiore. Poco dopo sull'altare venne posta una statua di san Giorgio e i pannelli restanti del polittico vennero restituiti alla famiglia. L'anno successivo, nel 1835, l'opera era già stata trasportata a Roma e, ormai smembrata, fu venduta da Luigi Salvadori al collezionista dell'ambasciata portoghese Hudson per 90 scudi. Il priore del Comune di Porto San Giorgio però, che evidentemente rivendicava la proprietà del polittico, avviò una controversia col Salvadori contestando l'atto di vendita, che si risolse con un nuovo pagamento, questa volta di trecento scudi: è evidente come il lavoro artistico fosse visto esclusivamente come bene di scambio con cui battere cassa, senza alcun interesse per la sua salvaguardia. Passato nella collezione Ward (poi Dudley), venne qui visto da Waagen; Fu poi esposto nell'Egyptian Hall a Londra, dove lo videro Crowe e Cavalcaselle. Nel 1876 alla vendita della collezione Dudley  a Londra fu acquistato da Martin Colnaghi e quindi disperso in varie raccolte.
La Pietà  in particolare finì in varie collezioni inglesi, tra cui quella di Alex Barker e dal 1892 nella raccolta Brocklebank a Londra. Nel 1927 entrò nel museo di Detroit.
Il polittico venne temporaneamente riunito alla mostra monografica sull'artista a Venezia nel 1961.

## Descrizione e stile
Sullo sfondo di un fregio/parapetto, cinque figure sono articolate su più piani attorno al sarcofago all'antica e alla figura del Cristo morto, ritmati nella curvatura della lunetta. A sinistra sembrano accoprrere due uomini con turbanti all'orientale, forse Nicodfemo e Giuseppe d'Arimatea, mentre la Madonna stringe il proprio volto dolentre contro quello del figlio, contraendolo in una smorfia di dolore. Dall'altro lato piange san Giovanni, e la Maddalena bacia la mano di Cristo con solenne partecipazione.
La scena mostra un'evoluzione rispetto alla figura solitaria del Cristo morto del polittico di Massa Fermana, annunciando gli sviluppi delle future Pietà dell'artista.
La mancanza di resa atmosferica tipica di Crivelli (la scena appare come "sotto vuoto", dove non circola l'aria) è ripagata dalla raffinata modellazione di luci e ombre, derivante dalla diretta osservazione della natura e capace di dare all'insieme un effetto di splendore metallico.